# 조슈 던
조슈 던(Josh Dun, 1988년 6월 18일 ~ )은 미국의 음악가이다. 그는 리드 싱어인 타일러 조셉과 함께 트웬티 원 파일럿츠의 드러머이다.

## 같이 보기
- 타일러 조셉